# Hydrellia opaca
Hydrellia opaca är en tvåvingeart som beskrevs av Johann Wilhelm Meigen 1838. Hydrellia opaca ingår i släktet Hydrellia och familjen vattenflugor. Inga underarter finns listade i Catalogue of Life.